# Harry Flanaghan
Henry Nixon Flanaghan (1896 – 1938) fou un futbolista professional anglès que va jugar com a extrem.